# 山口運送 (宮崎県)

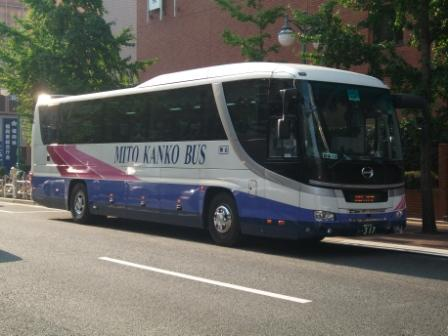
みとシティライナー

株式会社山口運送（やまぐちうんそう）は、貨物自動車運送・旅行業、バス事業等を営む企業。本社を宮崎県宮崎市高岡町に、営業所を福岡県糟屋郡粕屋町に置く。
バス事業においては、「美登観光バス」のブランドで事業展開を行い、高速バス「みとシティライナー」を運行している。日本バス協会、宮崎県バス協会に加盟しているが、SUNQパス運営委員会には加盟しておらず、SUNQパスの利用はできない。

## 沿革
- 1972年1月 - 有限会社山口運送設立。
- 2000年 - 貸切バス「美登観光バス」事業開始。
- 2004年 - 子会社・美登タクシー設立。
- 2005年 - 宮崎〜福岡・熊本間や鹿児島〜福岡・熊本間の郵便物の輸送を受託。
- 2012年
  - 9月19日 - 美登タクシーに一般乗合旅客自動車運行事業許可（区域運行乗合タクシー）
  - 10月1日 - 美登タクシーが宮崎市高岡地区で乗合タクシー「高岡きずな号」運行開始。
- 2013年8月1日 - 従来運行していた博多〜宮崎〜高岡間のツアーバス「みとシティライナー」を乗合化。

## バス事業

### 高速バス「みとシティライナー」
福岡・八代 ⇔ 小林・都城・宮崎（南宮崎駅・宮崎駅・生目・高岡）
キャナルシティ博多 - 新八代駅前 - 小林インターチェンジ - 都城北 - 南宮崎駅前 - 宮崎駅東口 - 生目 - 高岡
福岡・八代 ⇔ 小林・都城・宮崎（南宮崎駅・宮崎駅・佐土原）・新富・高鍋・西都
キャナルシティ博多 - 新八代駅前 - 小林インターチェンジ - 都城北 - 南宮崎駅前 - 宮崎駅東口 - 佐土原駅前 - 新富 - 高鍋役場前 - 西都中央公民館前
福岡市・八代市と宮崎都市圏（宮崎市中心部および宮崎市内各地・宮崎市周辺地域）を結ぶ高速バス。都市間ツアーバスとして運行していたが、2013年8月1日に高速ツアーバスの乗合化に伴い乗合バスに移行した。昼行便が2往復運行されており、高岡発着便と西都発着便が1往復ずつ運行される。
所要時間は高岡便が4時間45分、西都便が5時間50分で、どちらもワンマン運行を行う。
運賃は片道4000円、往復6000円と、ツアーバス時代のほぼ2倍となった。
ツアーバス運行開始当初は宮崎ツアーサービスが主催し、「福岡シティライナー」の愛称であったが、後に自社主催に変更となり、「みとシティライナー」に改称した。
2017年12月13日より新八代駅前を経由するようになったが、博多 - 新八代間のみの利用は不可。
- 2013年8月1日 - 「みとシティライナー」乗合バスとして運行開始。
- 2013年12月1日 - 高鍋発着便を西都市の西都中央公民館前まで延長。
- 2017年12月13日 - 新八代駅前停留所を設置[1]。
- 2018年12月16日 - HEARTSバスステーション博多の開業に伴い、福岡市内の発着地を博多駅筑紫口合同庁舎前からHEARTSバスステーション博多に変更。
- 2020年3月10日 - この日以降、新型コロナウイルス感染症の世界的流行に伴い全便運休。
- 2021年12月4日 - 運行再開（当面は西都発着便1往復のみ運行）。福岡市内の発着地をHEARTSバスステーション博多からキャナルシティ博多に変更。
- 2022年1月18日 - この日以降新型コロナウイルス感染症の感染再拡大により運休。
- 2022年12月23日 - 多客期に限り西都発着便1往復のみ運行再開。
- 2023年5月25日 - キャナルシティ博多の建て替え工事による高速バスターミナルの休止に伴い全面運休。

### 貸切バス

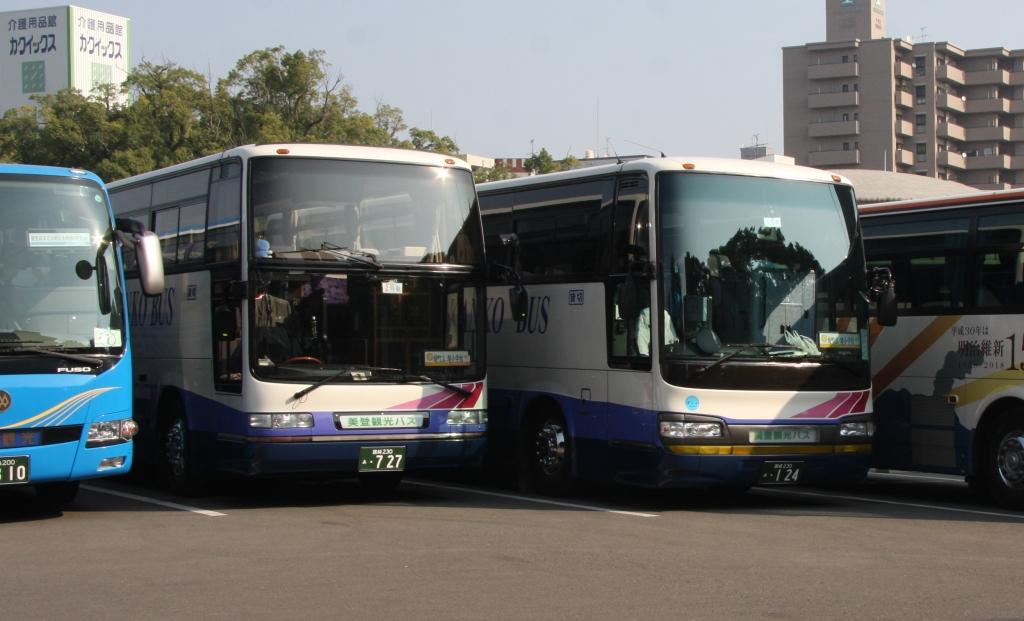
貸切車

日野車を中心に、大型から小型までの車両30台程度を保有する。
宮崎市立穆佐小学校・高岡小学校・高岡中学校のスクールバスの運行も行う。

## 子会社
- 美登タクシー
- 山口車輌